# Roberto Rosato
Roberto Rosato, genannt Faccia d’Angelo (deutsch: Engelsgesicht), (* 18. August 1943 in Chieri; † 20. Juni 2010 ebenda) war ein italienischer Fußballspieler. In den 1960er Jahren gewann er mit dem AC Milan den Weltpokal sowie den Europapokal der Landesmeister und der Pokalsieger. Mit Italien wurde er 1968 Europameister und 1970 Vizeweltmeister.
Er galt als ein typischer Vertreter des Catenaccio und avancierte zu einem der besten italienischen Verteidiger seiner Zeit.

## Werdegang
Rosato begann seine Karriere 1960 beim AC Turin in der Serie A. Bereits in der folgenden Saison 1961/62 hatte er sich einen Stammplatz erobert und ein weiteres Jahr später errang er mit Torino die Coppa Italia.
1966 holte ihn Nereo Rocco, der ihn schon in Turin trainiert hatte und nun Trainer beim AC Mailand war, nach Mailand, wo er den Zenit und die größten Erfolge seiner Laufbahn erreichte. Bereits in der ersten Spielzeit errang er mit Milan die italienische Meisterschaft und den Europapokal der Pokalsieger, für den sich Milan in der vorangegangenen Saison qualifiziert hatte. 1968 wurde Rosato unter Trainer Ferruccio Valcareggi mit der italienischen Nationalmannschaft Europameister und in der folgenden Saison 1968/69 gewann er mit Milan den Europapokal der Landesmeister und den Weltpokal.
1970 stand Rosato als Finalist bei der WM in der italienischen Nationalmannschaft. Zuvor war er Teilnehmer am Jahrhundertspiel, dem 4:3 n. V. gegen Deutschland gewonnenen Halbfinale, gewesen. In diesem Spiel bewachte er erfolgreich den Torschützenkönig des Turniers, Gerd Müller. Erst nach Rosatos Auswechslung vor der Verlängerung erzielte Müller seine beiden Treffer. Insgesamt kam Rosato auf 37 Einsätze für die Squadra Azzurra.
1972 und 1973 gewann Rosato mit Milan noch zweimal die Coppa Italia, bevor er zur Saison 1973/74 zum CFC Genua wechselte. Dort musste er bereits in der ersten Saison in die Serie B absteigen. Insgesamt zwei Spielzeiten verbrachte er mit Genoa in der Serie B, bevor zum Ende der Saison 1975/76 der Wiederaufstieg in die Serie A gelang. Rosato blieb noch eine weitere Spielzeit in Genua, kam aber nur noch auf insgesamt drei Einsätze, bevor er seine Karriere beendete.
Rosato erlag am 20. Juni 2010 im Alter von 66 Jahren einem Krebsleiden. Um ihm die letzte Ehre zu erweisen, spielte die italienische Fußballnationalmannschaft an diesem Tag im WM-Spiel gegen Neuseeland mit Trauerflor.

## Erfolge
Nationalmannschaft:
- Europameister: 1968
- Vize-Weltmeister: 1970

AC Turin:
- Coppa Italia: 1962/63

AC Mailand:
- Weltpokal: 1969
- Europapokal der Landesmeister: 1968/69
- Europapokal der Pokalsieger: 1967/68, 1972/73
- Italienischer Meister: 1968/69
- Coppa Italia: 1966/67, 1971/72, 1972/73

CFC Genua:
- Aufstieg in die Serie A: 1975/76